# 대례의 의

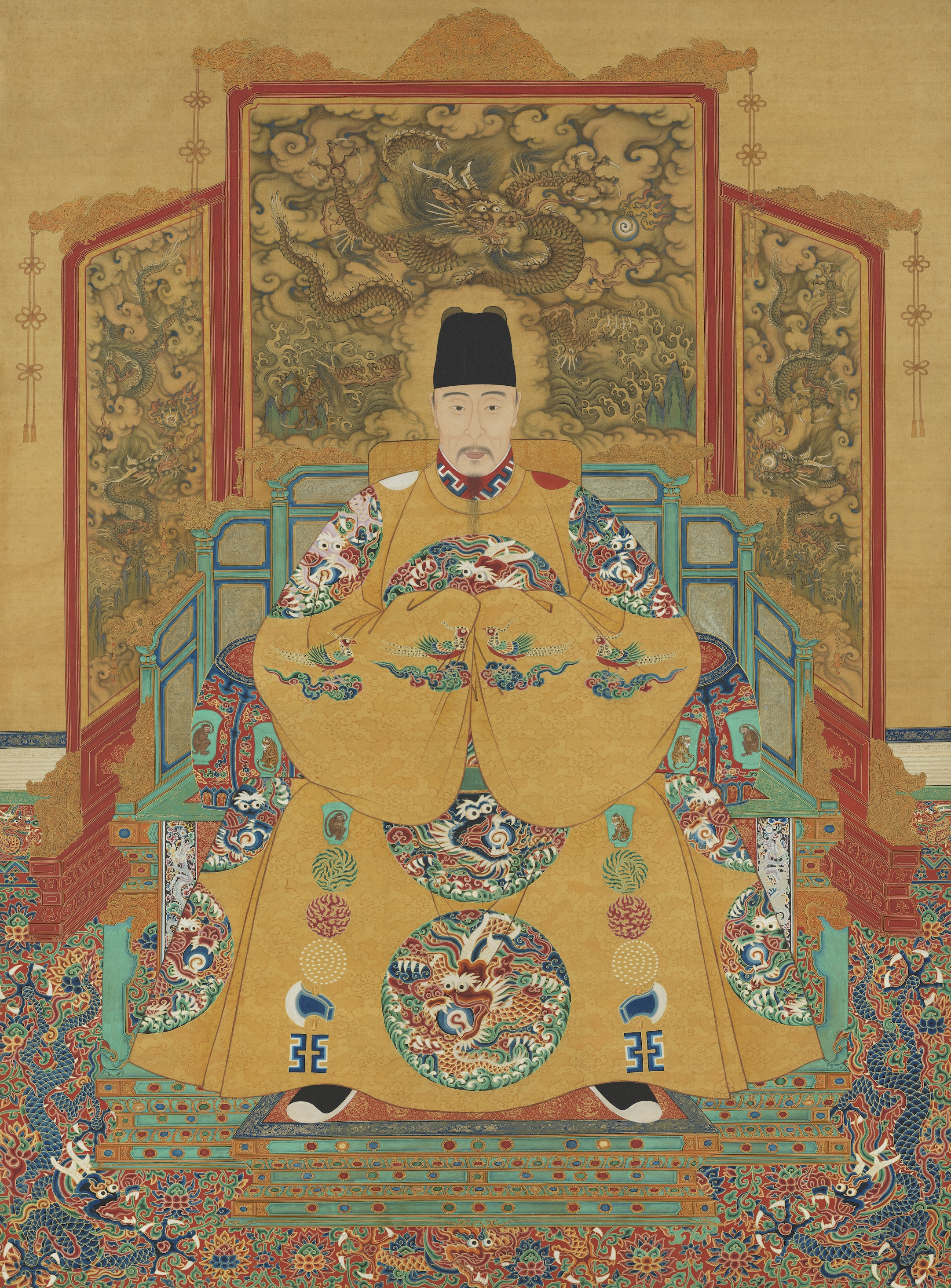
가정제

대례의 의(大禮議)는 명나라 가정제가 1524년에 제위에 오른 이후, 내각대학사였던 양정화 등 조정의 대부분을 차지하던 관료들과 황제를 지지하는 관료 세력들이 가정제를 누구의 뒤를 이은 황제로 인정할 것인지를 두고 서로 대립한 사건이다. 이 문제는 단순한 칭호의 문제가 아니라, 가정제가 적장자의 혈통으로 황제의 위를 차지한 것인지, 아니면 방계의 혈통으로 황위에 오른 것인지에 대한 문제였기에 유교가 사회의 주요 이념이었던 명나라 내에서는 매우 심각한 문제였다. 
가정제는 사촌이었던 정덕제가 후사 없이 사망한 이후 방계 황족으로서 황위에 올랐다. 그의 백부였던 홍치제 역시 그 어떤 후계자도 남기지 않고 세상을 떠났기에, 종사를 이어가기 위해서는 가정제가 거의 20여년 전에 죽은 홍치제의 양자로 들어가야 하였다. 당시 내각대학사였던 양정화를 위시한 관리들은 가정제를 홍치제의 양자로 편입시키고, 홍치제를 '돌아가신 아버지'라는 뜻의 '황고'(皇考)라는 칭호를 붙일 것을 제안하고, 가정제의 친부였던 흥헌왕(興獻王) 주우원(朱祐杬)을 황숙부(皇叔父)로 칭할 것을 제안하였다. 하지만 가정제는 이 제안을 전혀 달갑게 여기지 않았고, 가정제의 생모 또한 그녀의 아들을 당시 살아있던 홍치제의 아내 효성경황후 장씨에게 빼앗길까 두려워하여 크게 반대하였다. 가정제는 오히려 홍치제를 황백부로, 친부인 흥헌왕을 황고라는 칭호를 붙일 것을 제안하며 조정이 반쪽으로 갈라지게 된다.
이후 이 갈등은 유교 학자들에 의해 풀리기 시작하는데, 이 젊은 학사들은 황제가 마음에도 없는 아버지 칭호를 사용하는 것은 오히려 유교 원리와 인간의 심성을 거스르는 일이라며 황제의 편을 들었고, 결국 이는 황제파 관료들의 발언권이 강화되는 계기가 되었다. 가정제는 '가문은 계승하지만 적통은 계승하지 않겠다.'라고 맞서며 그의 주장을 점차 강화시켜나갔다. 
최종적으로 가정제는 자신의 뜻을 관철시켜 흥헌왕을 예종 헌황제로 추존하였고, 거의 전 황제였던 정덕제보다도 그 격을 높여 대접하였다. 내각대학사였던 양정화 등 조정의 대신들은 사퇴를 강요당했고, 특히 가장 열성적으로 황제에게 반대 의견을 올렸던 양정화의 아들은 먼 곳으로 귀양을 갔으며, 귀양 도중 괴한의 습격으로 거의 죽을 뻔 하였다. 이후 조정에서 황제에 반대했던 신료들이 대거 쫓겨남에 따라 가정제의 권위적인 통치 방식의 초석을 놓았다고 평가되고 있다.

## 같이 보기
- 복의